# Jalias
Jalias (gr. Γιαλιάς) – rzeka na Cyprze, druga pod względem długości – liczy 88 kilometrów.
Wypływa z gór Trodos. Płynie następnie przez równinę Mesaoria i wpływa do Zatoki Famagusta Morza Śródziemnego. Jest to rzeka nieżeglowna i okresowa. Wysycha wiosną, a płynie zimą. Wykorzystywana jest do nawadniania.